# Severo Ochoa de Albornoz

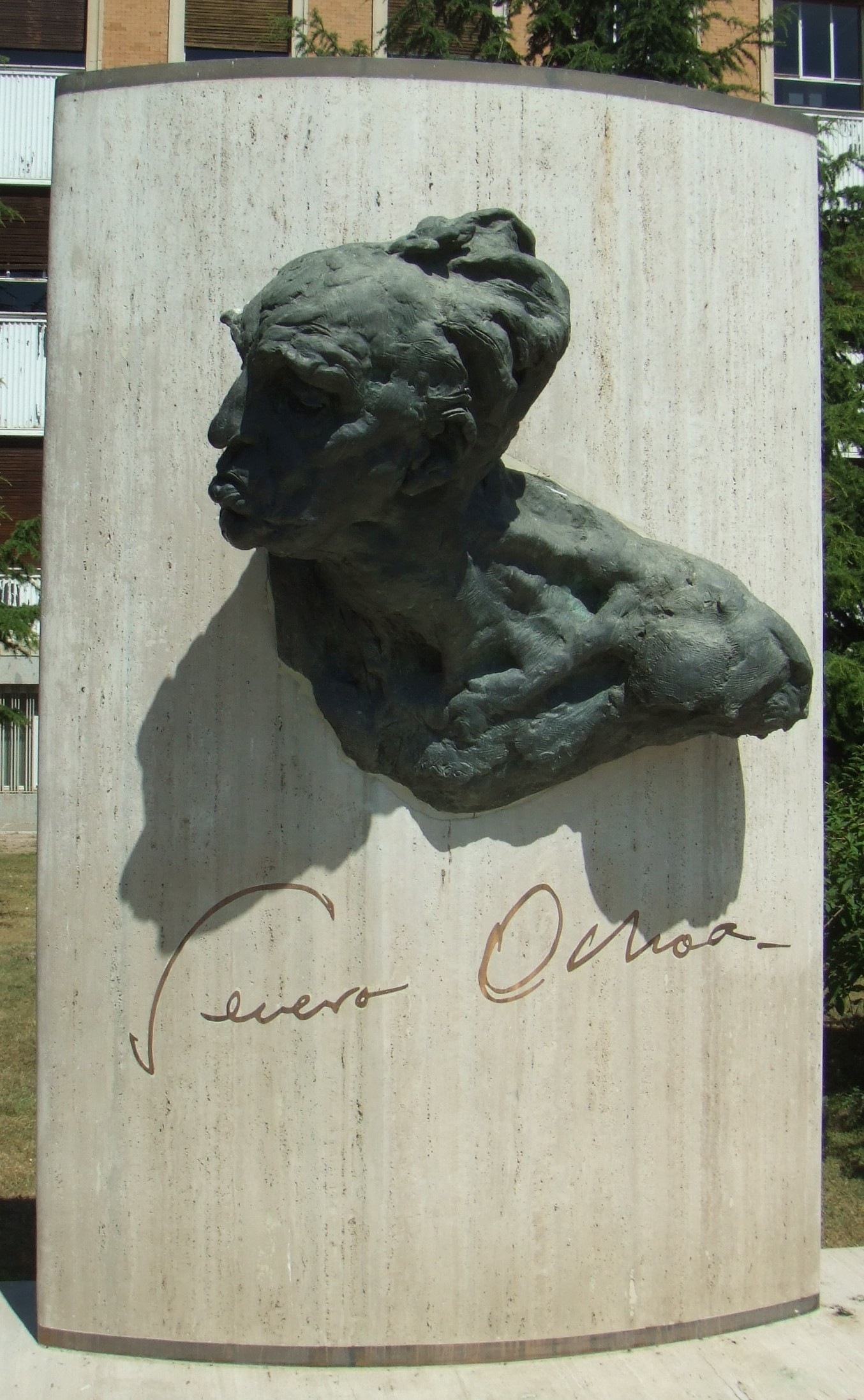
Statua Severo Ochoa w Madrycie

Severo Ochoa de Albornoz (ur. 24 września 1905 w Luarca, zm. 1 listopada 1993 w Madrycie) – hiszpański biochemik, genetyk, biolog molekularny, laureat Nagrody Nobla w dziedzinie fizjologii lub medycyny w 1959 roku za prace związane z syntezą RNA.

## Życiorys
Był synem Severo Ochoa, prawnika i biznesmena, i Carmen de Albornoz. Skończył Málaga College (B.A. w roku 1921) i Medical School of the University of Madrid (M.D. w roku 1929), a następnie pracował pod kierunkiem O. Meyerhof'a w Kaiser Wilhelm Institut für Medizinische Forschung w Heidelbergu. W latach 1931–1935 był wykładowcą fizjologii na Uniwersytecie w Madrycie. Pierwszy problem naukowy dotyczący enzymologii rozwiązywał w latach 1932–1934 w Narodowym Instytucie Badań Medycznych w Londynie (z H.W. Dudleyem). Po powrocie do Madrytu wykładał fizjologię i biochemię. Kierował Zakładem Fizjologii Instytutu Badań Medycznych. W roku 1936 otrzymał stanowisko asystenta w Heidelbergu, gdzie badał reakcje enzymatycznej glikolizy i fermentacji, a w latach 1938–1941 pracował na Uniwersytecie Oksfordzkim pod kierunkiem Rudolpha Petersa (badania funkcji biologicznej witaminy B1.
Od roku 1941 przebywał w Stanach Zjednoczonych. Początkowo, do 1942 roku, był instruktorem na Washington University School of Medicine (Saint Louis), gdzie zajmował się zagadnieniami enzymologii. W roku 1942 rozpoczął zawodową karierę w New York University School of Medicine, gdzie wkrótce został profesorem biochemii (1945), profesorem farmakologii (1946), profesorem biochemii (1954) i przewodniczącym Wydziału Biochemii. W 1956 roku przyjął obywatelstwo amerykańskie.
Został prezesem Międzynarodowej Unii Biochemii i Biologii Molekularnej i członkiem stowarzyszeń naukowych w Stanach Zjednoczonych, Niemczech, Japonii, Argentynie, Urugwaju, Chile. Otrzymał tytuły honorowe uniwersytetów m.in. w St. Louis, Glasgow, Oxford, Salamanca, Brazil, San Marcos, Lima, Peru. Otrzymał Neuberg Medal in Biochemistry (1951), Medal of the Société de Chimie Biologique (1959), Medal of New York University (1959). W 1959 r. został członkiem zagranicznym PAN.

## Badania naukowe
Wyniki jego prac naukowych przyczyniły się m.in. do zrozumienia podstawowych etapów metabolizmu węglowodanów i kwasów tłuszczowych, biosyntezy kwasów nukleinowych, funkcji biologicznej witaminy B1.  
W uzasadnieniu nadania Nagrody Nobla napisano:

"for their discovery of the mechanisms in the biological synthesis of ribonucleic acid and deoxyribonucleic acid"

Temat wykładu wygłoszonego w czasie uroczystości nadania Nagrody brzmiał:

Enzymatic Synthesis of Ribonucleic Acid